# Agisymba

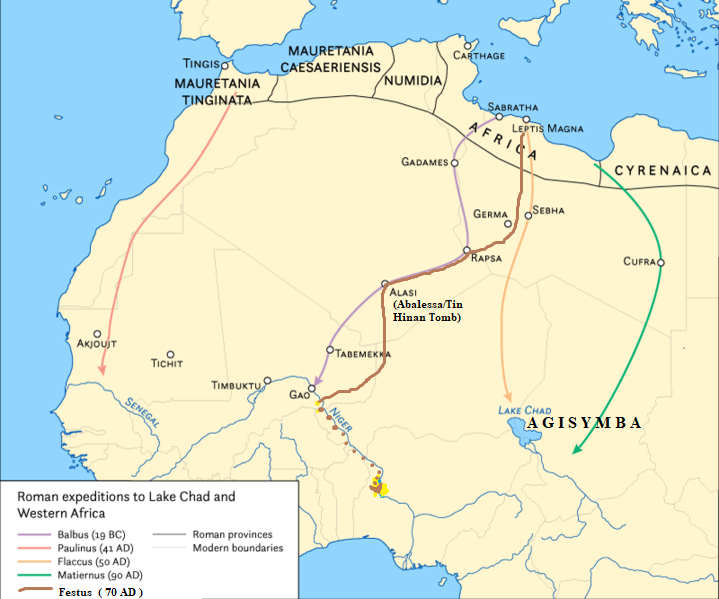
Carte montrant le territoire des « Agisymba », lors des explorations romaines en Afrique subsaharienne

Agisymba (Ἀγίσυμβα en grec ancien) est un pays non identifié situé en Afrique mentionné par Ptolémée au milieu du IIe siècle.

## Contexte
Selon les écrits de Ptolémée, Agisymba est découverte à quatre mois de voyage au sud du Fezzan et est caractérisée par de grands animaux, tels que des rhinocéros et des éléphants, ainsi que de nombreuses hautes montagnes. Agisymba est situé près du lac Tchad qui est à l'époque beaucoup plus grand qu'aujourd'hui,.
Le récit de Ptolémée est basé sur celui écrit par Marinus de Tyr entre 107 et 115 après J.-C. Entre les années 83 et 92 après J.-C., le roi des Garamantes prétend que les habitants d'Agisymba sont ses sujets. La datation de cette expédition pourrait se situer entre 85 et 87, menée par Suellius Flaccus.
En 90 après J.-C., un voyageur, probablement un commerçant, appelé Julius Maternus, profitant de l'amélioration des relations entre les Romains et les Garamantes à cette époque – sans doute en raison du succès de Flaccus – se rendit de Leptis Magna à travers le pays des Garamantes jusqu'au pays d'Agisymba, où il y avait des rhinocéros.
En effet, Ptolémée écrit que vers 90 après J.-C., Julius Maternus (ou Matiernus) entreprend une expédition principalement commerciale. Du golfe de Syrte, il atteint les oasis de Koufra et d'Archei, puis, après quatre mois de voyage avec le roi des Garamantes, il arrive aux rivières Bahr Salamat et Bahr Aouk, dans l'actuel Tchad, dans une région alors appelée Agisymba. Il retourne à Rome avec un rhinocéros à deux cornes qui est exposé au Colisée.

## Étymologie
Le nom Agisymba pourrait être une phrase de langue bantoue signifiant « terre du lion ». Ou bien un nom en ngizim.

## Localisation
Marinus de Tyr situe Agisymba sous le tropique du Capricorne et Ptolémée accepte l'idée que la région se situe au sud de l'équateur. La logique de cette localisation se base notamment sur la description des habitants, estimant que les éthiopiens ne se situent qu'entre certaines latitudes. Ptolémée considère dès lors qu'Agisymba se trouve en Aethiopia Interior. Toutefois, selon Louis Vivien de Saint-Martin, Ptolémée se trompe en situant le territoire au sud de l'équateur. Il propose quant à lui un emplacement situé dans le massif de l'Aïr. Cependant, il se trompe également en surinterprétant les montagnes évoquées par Ptolémée. D'autres hypothèses concernent également le royaume d'Aksoum, cependant ce dernier est déjà connu de Ptolémée.
Le fait que la terre est occupée par de nombreux rhinocéros ne permet pas d'envisager l'hypothèse de l'Aïr. La localisation se rapprocherait plutôt des savanes intérieures du Soudan, entre le Niger et le Tchad. La localisation reste indéterminée mais pourrait être liée à une population pygmée tchadique.